# 가쿠니

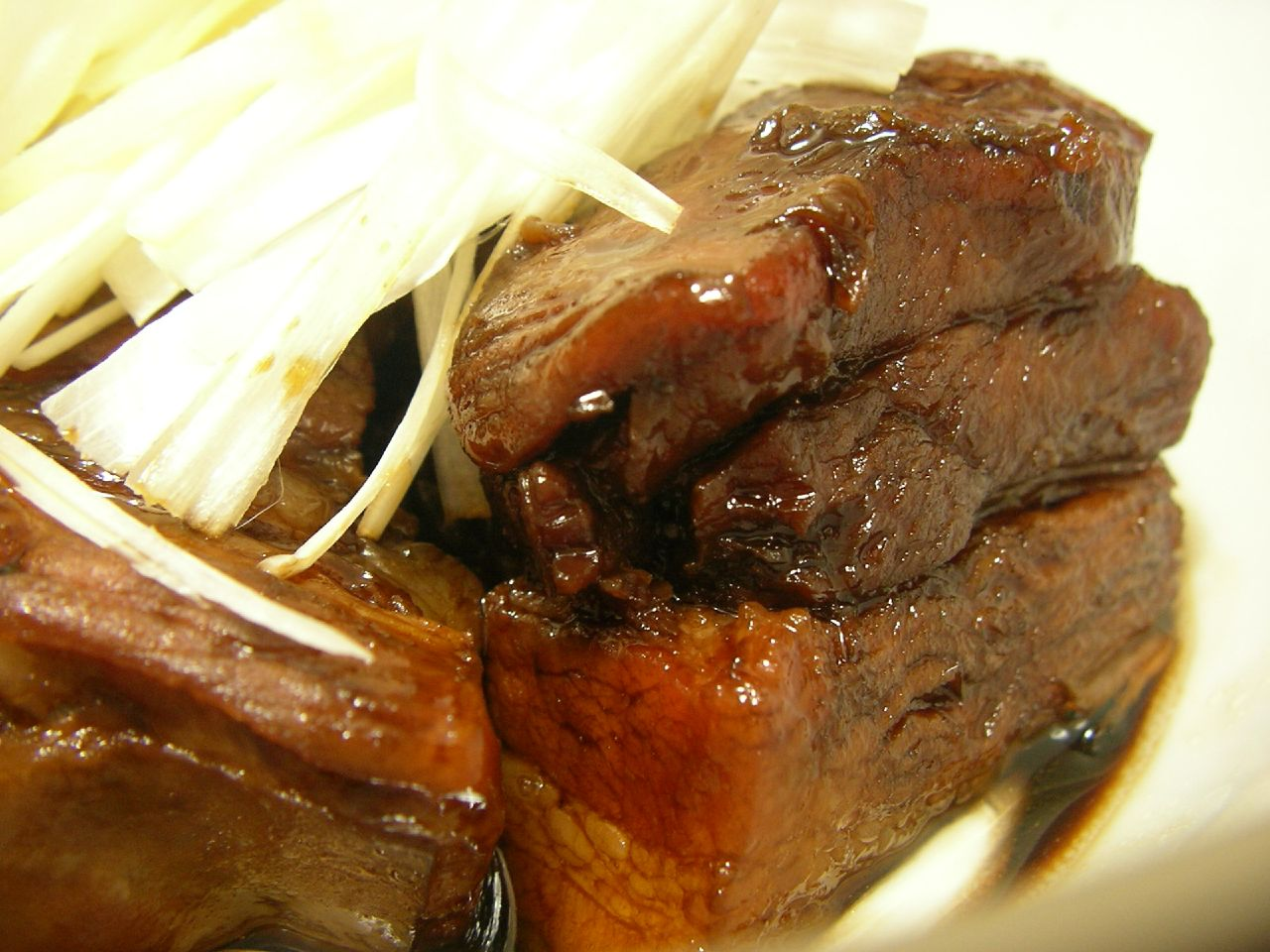
가쿠니

가쿠니(Kakuni, 角煮)는 일본식 돼지고기 찜 요리로, 글자 그대로 "사각형 조림"을 의미한다.
가쿠니는 규슈, 특히 나가사키의 인기 있는 지역 요리이다. 이 특별한 요리는 유명한 중국 요리인 동포 돼기고기에서 유래했을 가능성이 높으며. 육즙이 원래의 것보다는 덜하지만 일본식 중국 요리의 한 형태로 인정된다. 명나라와 송나라 때 항저우와 규슈 사이에 주요 청일 교역로가 존재했다. 많은 중국인들이 나가사키와 같은 규슈의 주요 항구 도시들에 살았고, 마찬가지로 많은 일본인들이 항저우에 살았다. 그래서, 돼지고기는 규슈의 주요 도시에서 대중화되었다.
오키나와 지역에서 변형된 형태는 라후테라고 불린다.

## 준비
가쿠니는 삼겹살을 두껍게 사각형으로 만들어 다시, 간장, 미림, 설탕, 사케에 조린다. 저온에서 장시간 조리하면 콜라겐이 젤라틴으로 분해돼 고기가 촉촉해지는 동시에 매우 부드러워져 젓가락으로 쉽게 섭취할 수 있다. 이 요리는 종종 파, 무, 가라시와 함께 제공된다.